# Stępki
Stępki – wieś w Polsce, w województwie łódzkim, w powiecie radomszczańskim, w gminie Dobryszyce.
Do 2023 miejscowość była przysiółkiem wsi Dobryszyce.
W latach 1975–1998 przysiółek administracyjnie należał do województwa piotrkowskiego.